# Vice-Reino do Brasil (Colônia)

O Vice-Reino do Brasil em 1817

O Vice-Reino do Brasil refere-se, em âmbito restrito, ao cargo de Vice-rei do Estado colonial português do Brasil e, em âmbito amplo, a todo o Estado do Brasil durante o período histórico em que seus governadores tiveram o título de "Vice-rei". O termo "Vice-reinado" nunca designou oficialmente o título da colônia, que continuou a ser designada "estado". Até 1763, o título de "Vice-rei" era ocasionalmente concedido a alguns governadores do Brasil pertencentes à alta nobreza, mantendo-se os restantes com o título de "governador-geral". A partir de cerca de 1763, o título de "Vice-rei" tornou-se permanente, sendo assim concedido a todos os governadores. O cargo de Vice-rei foi extinto, quando a corte portuguesa se transferiu para o Brasil em 1808, passando o Estado do Brasil a ser administrado diretamente pelo Governo português com sede no Rio de Janeiro.

## História
Desde o século XVII, o título de "vice-rei" foi concedido ocasionalmente a alguns governadores do Estado do Brasil, membros da alta nobreza portuguesa, sendo o primeiro D. Jorge Mascarenhas, marquês de Montalvão, que assumiu o cargo em 26 de maio de 1640. O restante, manteve o título de "governador-geral".
Por volta de 1763, ao mesmo tempo em que a capital do Estado do Brasil foi transferida de Salvador para o Rio de Janeiro, o título de "Vice-rei" tornou-se permanente e, desde então, concedido a todos os governadores do Estado. A força motriz da mudança foi o então pequenino vilarejo de São Paulo dos Campos de Piratininga, cuja capital passou a ser São Sebastião do Rio de Janeiro em decorrência da Guerra dos Emboabas contra os portugueses recém-chegados e colonizadores baianos, e a consequente transferência do poder econômico para Minas dos Matos Gerais, produtora de ouro: São Sebastião do Rio de Janeiro era o porto de onde o ouro era enviado para Portugal e, consequentemente, o ponto de contato entre a metrópole e a colônia.
Em 1775, os demais estados da América portuguesa (Maranhão e Grão-Pará) foram integrados ao Estado do Brasil, ficando sob a autoridade de seu Vice-rei, a capital se manteve no Rio de Janeiro.
Em 1808, com a Transferência da Corte Portuguesa para o Brasil, o Príncipe Regente (futuro D. João VI de Portugal) assumiu o controle direto do governo do Estado do Brasil, suprimindo o cargo de vice-rei. Em 1815, a condição de Estado do Brasil foi elevada, passando a ser Reino do Brasil, como um dos reinos constituintes do recém-criado Reino Unido de Portugal, Brasil e Algarves.

## Composição

### Capitanias da fusão do Estado do Maranhão
- Capitania do Cabo Norte
- Capitania do Maranhão
- Capitania do Pará
- Capitania do Piauí 1759 separada do Maranhão
- Capitania de São José do Rio Negro